# وانت
وانت یا وانت بار، یک خودرو باریِ کوچک است که ظرفیت آن 100 تا 850 کیلو در وانت های ایرانی و 100 تا 4000 کیلو (۴ تن) در وانت های امریکایی است. در ایران پیکان وانت (باردو) و وانت نیسان و وانت مزدا جزو معروف‌ترین و محبوب‌ترین وانت‌های ایران هستند که به دلیل استهلاکِ پایین، قیمت مناسب، فراوانی قطعات و ارزان بودن قطعات به‌خوبی مورد استقبال مردم قرار گرفته‌اند. وانت پیکان بیشتر مورد استفادهٔ کشاورزان و اصناف است، ولی وانت نیسان برای بارکشی مناسب است. گنجایش وانت نیسان حدود ۲۱۰۰ کیلو و گنجایش وانت پیکان حدود ۷۰۰ کیلو است. اولین وانت تولید شده در جهان فورد مدل تی پیکاپ است.

## شرکت‌های داخلی تولیدی وانت
ایران‌خودرو
- وانت باردو (پیکان وانت)
- وانت آریسان ۱ و ۲
- فوتون تونلند
- رنو تندر پیکاپ

زامیاد
- وانت زامیاد
- وانت پادرا
- وانت پادرا پلاس
- وانت شوکا
- وانت کارون (نسخه دو کابین پادرا پلاس)
- پیکاپ ریچ

سایپا
- پراید ۱۵۱

بهمن موتور
- مزدا بی۲۰۰۰
- وانت کارا
- وانت کاپرا
- ایسوزو دی-مکس
- وانت کارو

پارس خودرو
- نیسان پاترول وانت
- نیسان پیکاپ

آمیکو
- وانت آسنا
- وانت آراز

کرمان موتور
- کی‌ام‌سی تی۸
- کی‌ام‌سی تی۹

دیار خودرو
- وانت دییر
- گریت وال وینگل ۳
- گریت وال وینگل ۵

مرتب خودرو
- پاژن

مکث موتور
- مکث موتور کلوت

پادرا موتور
- پیکاپ تاگا

## قدرتمندترین وانت‌های ایران
قدرتمندترین وانت‌های موجود در ایران از نظر گشتاوری به ترتیب زیر است:

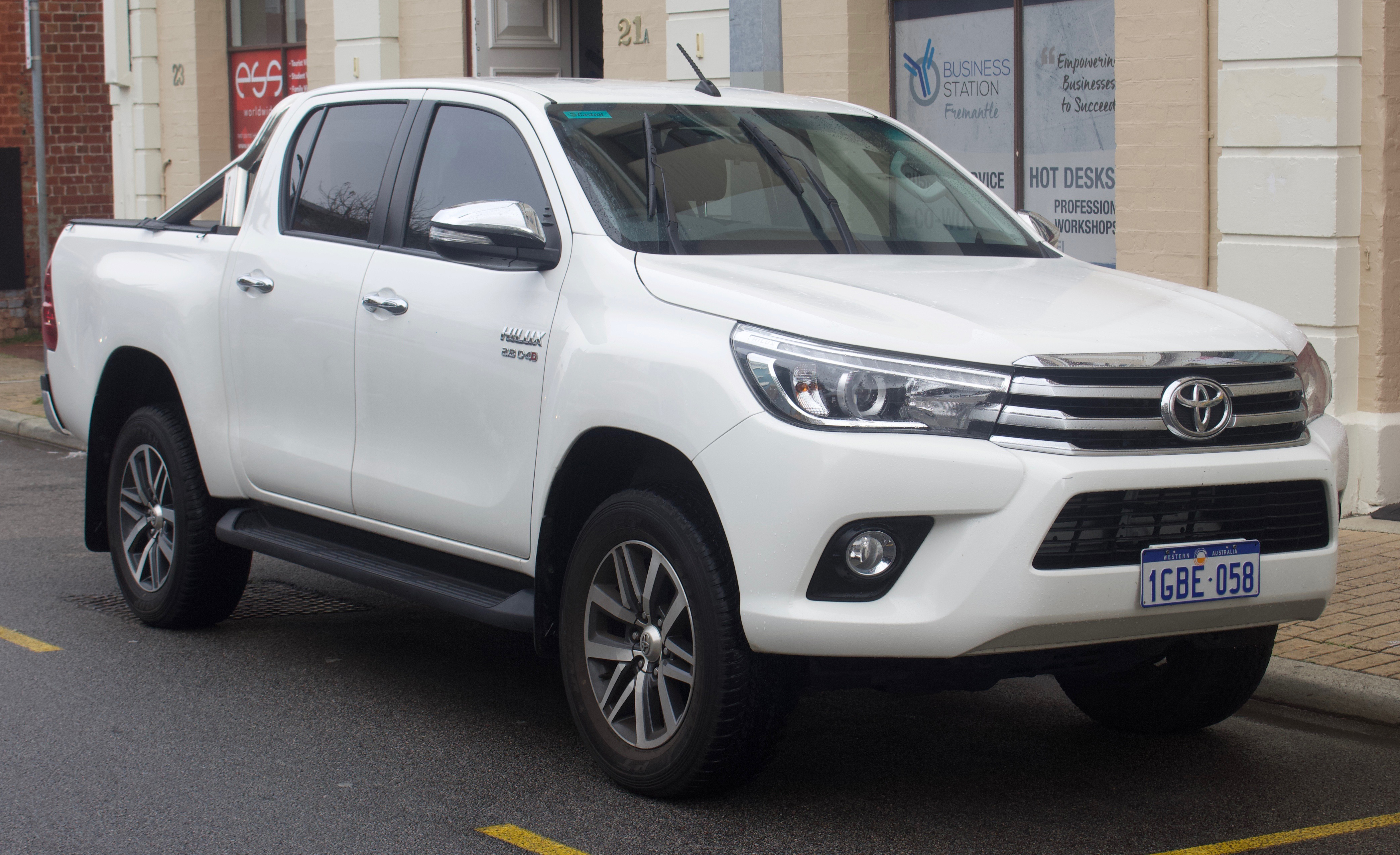
تویوتا هایلوکس یکی از معروف‌ترین وانت‌های جهان.

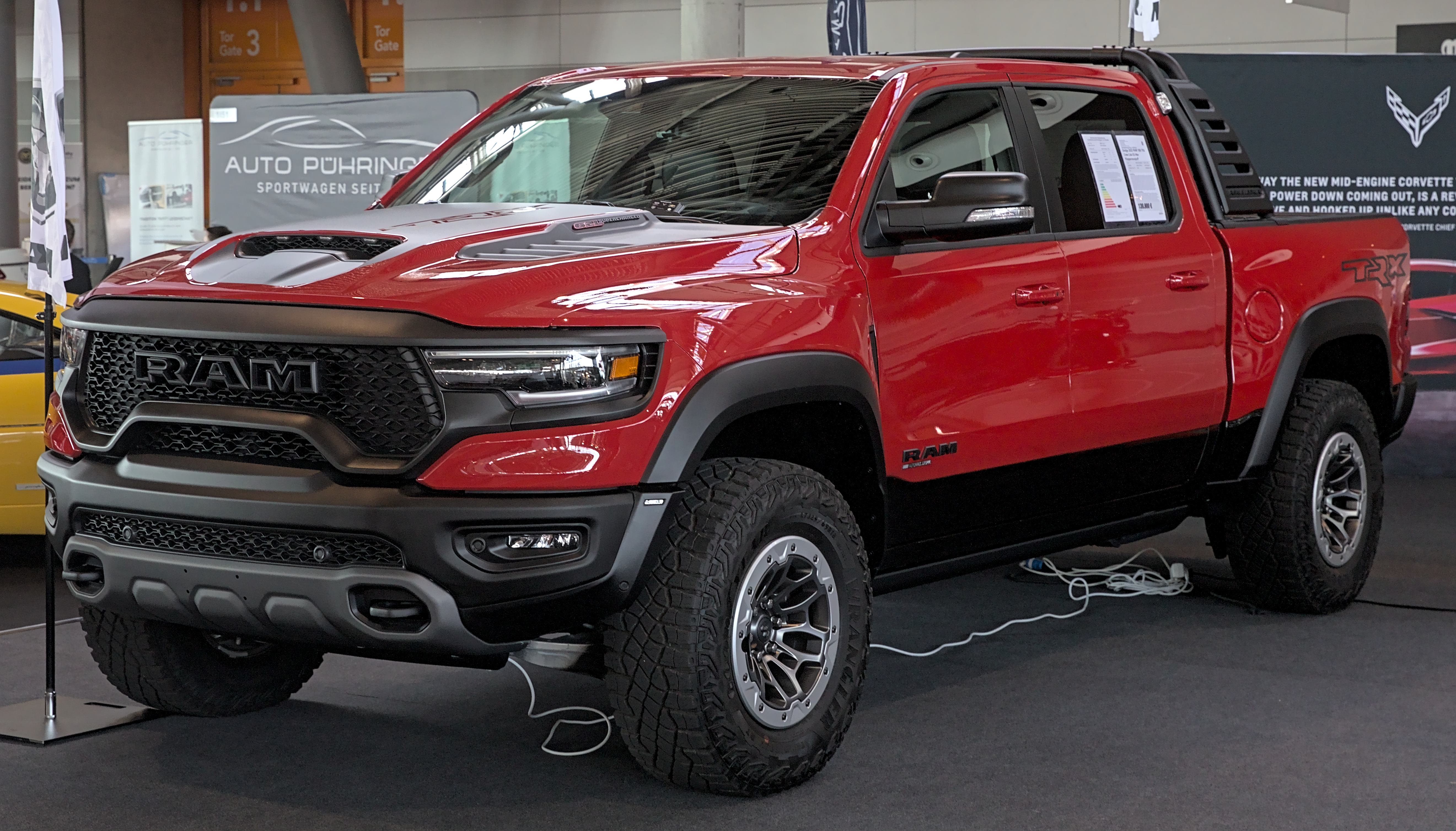
رم trx یکی از قوی‌ترین وانت‌های جهان ساخت شرکت دوج آمریکایی

- دور بر دقیقه:
- تویتا هایلوکس ۲۰۱۶: ۲۴۵
- نیسان زامیاد دیزلی: ۲۲۵
- پیکاپ ریچ: ۲۰۸
- آمیکو آسنا: ۲۰۰
- کاپرا ۲: ۲۰۰
- پیکاپ کارون: ۱۸۷
- پادرا پلاس بنزین سوز: ۱۸۷
- نیسان زامیاد بنزینی: ۱۸۷
- وانت کارا ۲۰۰۰: ۱۷۱
- پادرا پلاس گاز سوز: ۱۶۰
- نیسان زامیاد گازی: ۱۶۰
- مزدا وانت : ۱۵۶
- آریسان بنزینی: ۱۴۰
- پیکان وانت ۱۷۰۰: ۱۴۰
- پیکان وانت بنزینی: ۱۳۵
- آریسان گاز سوز: ۱۲۸
- پیکان وانت گازسوز: ۱۱۵
- پراید وانت : ۱۰۸